# Новодєвичі Гори
Новодєвичі Гори (рос. Новодевичьи Горы) — присілок в Гагинському районі Нижньогородської області Російської Федерації.
Населення становить 11 осіб. Входить до складу муніципального утворення Гагинська сільрада.

## Історія
Від 2009 року входить до складу муніципального утворення Гагинська сільрада.

## Населення
| 2002 | 2010 |
| ---- | ---- |
| 23   | ↘11  |